# مهارات إدراكية

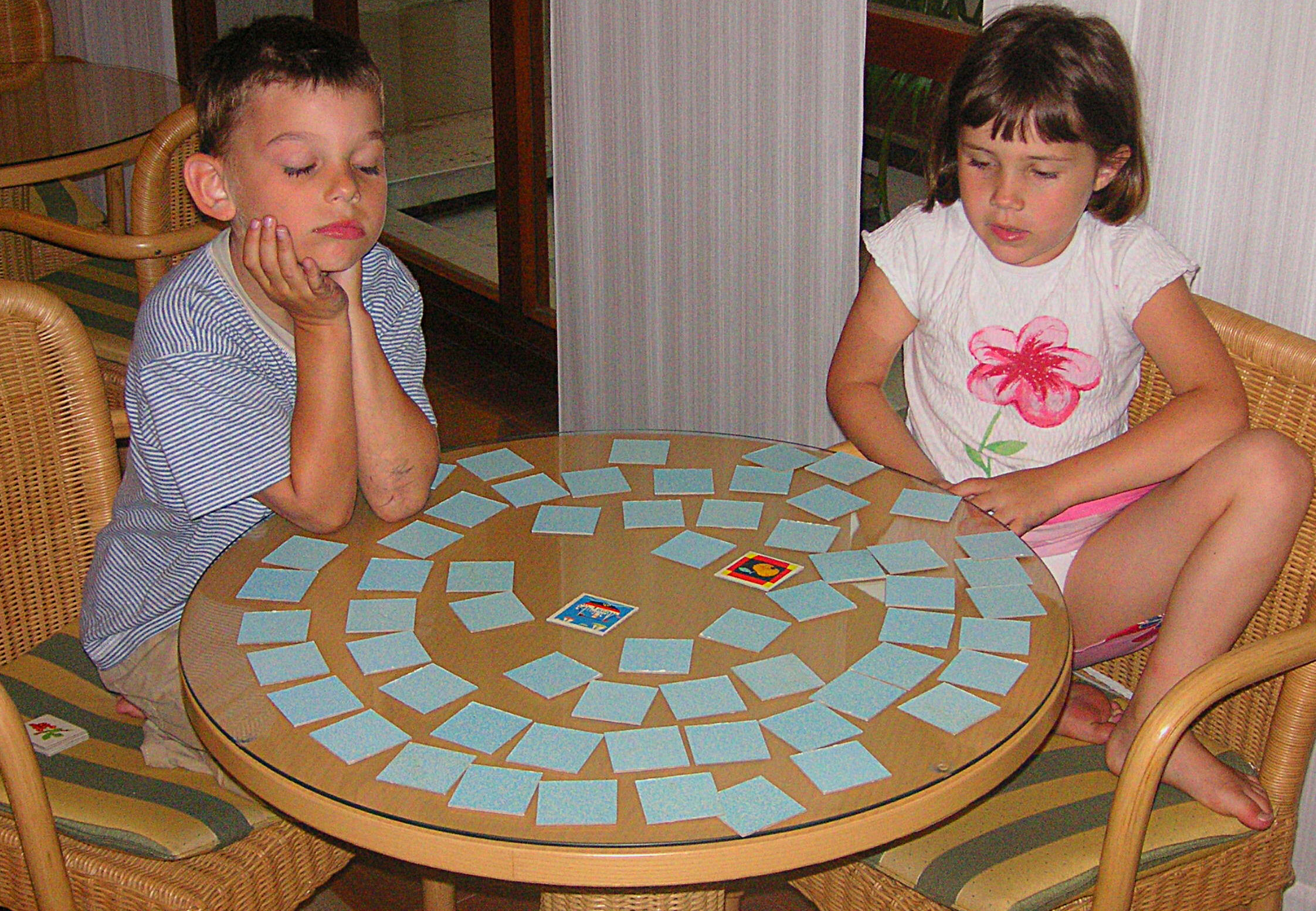

المهارات الإدراكية  (بالإنجليزية: Cognitive skill)‏ هي مصطلح يشير إلى قدرة الفرد على معالجة الأفكار التي لا ينبغي أن تستنفد على نطاق واسع في الأفراد الأصحاء. ويعرف بأنه "قدرة الفرد على القيام بالعديد من الأنشطة العقلية المرتبطة بشكل وثيق بالتعلم وحل المشكلات. ساعدنا على تلقي معلومات وطاقة وهي تمثل المهارات الواعية مثل الإدراك الحسي الفائق، الاستبصار، والتخاطر، والمعرفة المسبقة، والقراءة النفسية والتشخيص النفسي.
لدى البشر بشكل عام القدرة على استخدام المهارات الادراكية بمجرد ولادتهم، لذا فإن كل شخص تقريباً قادر على التعلم أو التذكر. ومع ذلك، يتم اختبار هذا باستخدام اختبارات مثل نسبة الذكاء (Intelligence Quotient) (IQ)، على الرغم من أن هذه لديها مشاكل مع الدقة والاكتمال. في هذه الاختبارات، سيُطلب من الشخص سلسلة من الأسئلة أو أداء مهام، لقياس مهارة معرفية محددة، مثل مستوى الوعي، الذاكرة، الوعي، حل المشكلات، المهارات الحركية، القدرات التحليلية، ومفاهيم أخرى مماثلة.

## انواعها
وبحسب دليل الوينسيف للمهارات الحياتية يود أربعة مهارات ادراكية مهمة لكل فئات الأطفال من عمر 10-24 عام وبعدة مستويات وهي:
- التفكير الابداعي
- التفكير النقدي
- اتخاذ القرار
- حل المشكلات

## قرائات مختارة
- Cognitive Functioning Edublox